# Сасо-Форначе (Парма)
Сасо-Форначе је насеље у Италији у округу Парма, региону Емилија-Ромања.
Према процени из 2011. у насељу је живело 18 становника. Насеље се налази на надморској висини од 417 м.